# Liste deutschsprachiger Schriftstellerverbände
Diese Liste enthält die wichtigsten deutschsprachigen Schriftstellerverbände.

## Geschichte

### Deutschland bis 1944
Im späten Mittelalter gab es Strukturen der Meistersänger, die sich zunftartig zusammengeschlossen hatten, und sich vor allem der Ausbildung von Schülern und Wettbewerben verschrieben.
In den folgenden Jahrhunderten gab es verschiedene Formen von Dichterbünden, die vor allem dem künstlerischen Austausch dienten.
Seit dem frühen 19. Jahrhundert entstanden regionale Schriftstellerverbände, die verstärkt wirtschaftliche  und juristische Interessen ihrer Mitglieder vertraten. Die erste überregionale Interessenvereinigung dieser Art war der Allgemeine Deutsche Schriftsteller-Verband seit 1878. Dieser wurde 1887 vom Deutschen Schriftsteller-Verband  abgelöst. Mitglieder konnten auch Journalisten, Fachpublizisten und Gelegenheitsautoren werden, die in dieser Zeit alle als Schriftsteller bezeichnet wurden.
Der erste und wichtigste überregionale weibliche Verband in Deutschland war der Deutsche Schriftstellerinnenbund seit 1895. 
Der Allgemeine Schriftstellerverein seit 1900 vertrat noch stärker die urheberrechtlichen und finanziellen Interessen seiner Mitglieder und wurde schnell zum größten Autorenverband im Deutschen Reich. Der Schutzverband deutscher Schriftsteller seit 1909 legte stärker Wert auf die literarische Qualität der Mitglieder und wurde Ende der 1920er Jahre der wichtigste Verband.
Daneben entstanden 1924 das PEN-Zentrum Deutschland und 1929 der Bund proletarisch-revolutionärer Schriftsteller als weitere wichtige Verbände.
1933 wurden alle Schriftstellerverbände im Deutschen Reich aufgelöst und dem Reichsverband deutscher Schriftsteller eingegliedert. Dieser wurde 1936 aufgelöst und alle Mitglieder strukturell der Reichskulturkammer unterstellt.

### Deutschland seit 1945
Seit 1948 gründeten sich wieder Schriftstellerverbände in Deutschland neu, teilweise mit den vorherigen Namen, wie Schutzverband Deutscher Schriftsteller und PEN-Zentrum Deutschland.
In der DDR entstand 1950 der Deutsche Schriftstellerverband. In der Bundesrepublik wurde die wichtigste Vereinigung der Verband deutscher Schriftsteller seit 1969.  Daneben entstanden weitere kleinere Verbände, die oft regional oder nach Genre organisiert waren oder sind.
1990 wurde der Deutsche Schriftstellerverband der DDR dem Verband deutscher Schriftsteller der Bundesrepublik angegliedert, was bei vielen DDR-Autoren umstritten war und erst nach längeren Auseinandersetzungen erfolgte.

## Schriftstellerverbände in Deutschland

### 1842–1937
- Leipziger Literatenverein/Leipziger Schriftstellerverein, 1842–1886
- Deutsche Genossenschaft dramatischer Autoren und Komponisten, 1871–1899

- Allgemeiner Deutscher Schriftsteller-Verband, 1878–1887
- Deutscher Schriftsteller-Verband, 1887–1934, Berlin
- Leipziger Schriftstellerinnen-Verein, 1890–1920, erster Schriftstellerinnenverband im Deutschen Reich
- Deutsche Schriftsteller-Genossenschaft, 1891–1900
- Deutscher Schriftstellerinnenbund, 1896–1933, erster überregionaler Schriftstellerinnenverband in Deutschland
- Freie Vereinigung deutscher Schriftstellerinnen, 1898– 1914
- Allgemeiner Schriftstellerverein, 1900–1933
- Verband deutscher Bühnenschriftsteller und-komponisten, 1906–1933
- Schutzverband deutscher Schriftsteller, 1909–1933
- Münchner Schriftstellerinnen-Verein, 1913–1933
- PEN-Zentrum Deutschland, 1924–1933
- Bund proletarisch-revolutionärer Schriftsteller, 1928–1933
- Nationalverband Deutscher Schriftsteller, 1931–1933
- Deutsche Dichterakademie, 1932–1937
- Reichsverband deutscher Schriftsteller, 1933–1936
- Union nationaler Schriftsteller, 1934–

### Seit 1946
Überregionale Verbände
- PEN-Zentrum Deutschland, 1948, seit 1967 PEN-Zentrum DDR, seit 1998 wieder PEN-Zentrum Deutschland
- Schutzverband Deutscher Schriftsteller, wiedergegründet um 1950–vor 1983

- Deutscher Schriftstellerverband (Schriftstellerverband der DDR), 1950–1990
- PEN-Zentrum Bundesrepublik Deutschland, seit 1952, 1998 Zusammenschluss mit PEN-Zentrum DDR

- Interessengemeinschaft deutschsprachiger Autoren, seit 1967
- Verband deutscher Schriftstellerinnen und Schriftsteller, seit 1969, wichtigster Schriftstellerverband der Bundesrepublik
- Freier Deutscher Autorenverband, seit 1973

Genre-Verbände
- Bundesverband junger Autoren und Autorinnen
- Dramatiker Union, vorher Verband deutscher Bühnenschriftsteller und -komponisten, um 1950–2015

- Syndikat, Kriminalschriftsteller
- DELIA – Vereinigung deutschsprachiger Liebesroman-Autoren und -Autorinnen, seit 2003
- Phantastik-Autoren-Netzwerk (PAN), seit 2015

Regionale Verbände
- Die Kogge, zuerst für niederdeutsche Literatur
- Münchner Turmschreiber
- Regensburger Schriftstellergruppe International

## Weitere Schriftstellerverbände

### Österreich
- Verein der Schriftstellerinnen und Künstlerinnen Wien, seit 1885
- Österreichischer PEN-Club, 1923–1933, seit 1947
- Ring Nationaler Schriftsteller, 1933–1936

- Schutzverband Deutscher Schriftsteller in Österreich, 1933–
- Österreichischer Schriftsteller/innenverband, seit 1945
- IG Autorinnen Autoren, Dachverband
- Interessengemeinschaft Übersetzerinnen Übersetzer
- Grazer Autorinnen Autorenversammlung
- Salzburger Autorengruppe

### Schweiz
- Schweizerischer Schriftsteller- und Schriftstellerinnenverband, bis 2002
- Autorinnen und Autoren der Schweiz, seit 2002
- DeutschSchweizer PEN-Zentrum
- Zürcher Schriftsteller und Schriftstellerinnen Verband, Verband Ostschweizer Autorinnen und Autoren

### Liechtenstein
- PEN-Club Liechtenstein

### Israel
- Verband deutschsprachiger Schriftsteller Israels

### Rumänien
- Regionalverband Temeswar (Siebenbürgen) des Schriftstellerverbands Rumäniens (Neue Literatur)

### Überregionale Verbände
- PEN-Zentrum deutschsprachiger Autoren im Ausland, seit 1934
- P.E.N.-Zentrum der Schriftstellerinnen und Schriftsteller im Exil deutschsprachiger Länder („Exil-P.E.N.“)